# Más muerto que nunca
Más muerto que nunca (Dead as a Doornail) es la quinta novela de la serie de Sookie Stackhouse de la autora Charlaine Harris, que combina fantasía y misterio en el ficticio pueblo de Luisiana, Bon Temps.
En esta novela, Sookie Stackhouse se enfrenta a la aparición de un francotirador que ha atacado a varios de los adaptaformas o teriántropos que viven en torno al pueblo de Bon Temps. Si descubrir quién está detrás de los ataques no fuera suficiente, Sookie tiene que enfrentarse a otras distracciones: su amigo Alcide Herveaux, que es licántropo, necesita su ayuda para que su padre se convierta en el próximo líder de la manada local; a la par que su jefe Sam Merlotte resulta herido en una pierna por el francotirador; su casa, en parte, se quema; y por último, el camarero que  sustituye a Sam, Charles Twinning, un atractivo vampiro foráneo, se alojar en casa de Sookie.

## Argumento
Comienza tras la primera luna llena desde que Jason fuera mordido por el hombre pantera Felton Norris en el volumen anterior, Muerto para el mundo. Calvin Norris, el líder de la manada, se ofrece a vigilarlo y cuidarlo para cuando Jason se convierta en mitad hombre, mitad pantera. 
Durante un turno en el trabajo, Sam es disparado en la pierna, por lo que queda imposibilitado para llevar el bar. Le pide a Sookie que vaya al Fangtasia para pedirle prestado a Eric un camarero mientras tanto. Eric cede a su nuevo empleado, Charles Twining. Calvin Norris es también disparado y seriamente herido, y Sookie descubre que otros seres de dos naturalezas están siendo atacados en esa zona de Luisiana. Calvin sospecha de Jason, basándose en la teoría de que está enfadado por su reciente conversión. Los habitantes de Hotshot se toman a menudo la justicia por su mano, por lo que Sookie tiene que desenmascarar al verdadero tirador antes de que los hombres pantera culpen a Jason.
El Coronel Flood, líder de la manada Diente Largo de Shereveport, es tiene un accidente de tráfico y muere, de forma que la manada necesita un nuevo líder. El padre de Alcide se ofrece voluntario, y Alcide manipula a Sookie para que ayude a su padre con a su telepatía. Mientras tanto, Bill empieza salir con Selah Pumphrey, una agente inmobiliaria de la ciudad vecina de Clarice. 
Una noche, la casa de Sookie arde, pero es salvada por su hada madrina, Claudine. Fuera yace un hombre muerto a manos de Charles Twining, cubierto con gasolina, con una tarjeta de la Comunidad del Sol en su cartera, así que se le supone culpable del incendio. 
Sookie recibe un disparo en la salida de la biblioteca, presumiblemente por asociarse con cambiaformas. La bala coincide con las de otros dos atentados, pero no con la de Sam. Después, Sookie y Sam se alían, este último en su forma de perro, para intentar encontrar al criminal, cuando Sweetie Des Arts, cocinera del Merlotte's, aparece con el arma. A modo de venganza por haber sido mordida está matando a todos los cambiaformas que conoce. Tray Dawson, un hombre lobo enviado por Calvin Norris para proteger a Sookie, es herido durante la confrontación, y Sweetie recibe un disparo de Andy Bellefleur que la mata, el cual aparece de repente. Pensando que el problema está resuelto, Sookie vuelve al trabajo. Allí se reencuentra con Bubba, el cual le cuenta que Eric ha estado tratando de encontrarla y avisarla de que hay algún asesino tras ella. Tras esto, es atacada por Charles Twining. Se revela que éste fue enviado por Lluvia Cálida, creador de Sombra Larga, para hacer daño a Eric por haber matado a su progenie en Muerto hasta el anochecer. Aunque Eric pagó una multa, Lluvia Cálida pensaba que no era suficiente y quería llevarse a cambio a alguien que Eric tuviera apego, en este caso, Sookie. También debe de haber sido Twining el que disparase a Sam, sabiendo que Sookie pediría prestado un camarero; y también fue quien prendió fuego a su casa y culpó a un hombre inocente.
A lo largo del libro se desarrolla una subtrama en torno a Tara Thorton, que ha roto recientemente con el vampiro Franklin Mott, con el que estuvo saliendo en El club de los muertos. Se encuentra ahora bajo la amenaza del vampiro Mickey. Todo resulta en que Franklin Mott la pasó a Mickey para pagar una deuda. Esto fue alguna vez una práctica común entre vampiros. A los humanos los drenaban hasta la muerte cuando se convertían en un estorbo. Sookie apela a Eric, con quien hace un trato para salvar a Tara. Mickey se enfurece, ataca a Tara, hiere a Eric y trata de matar a Sookie, pero fracasa y se ve obligado a dejar Bon Temps. A cambio, Sookie tiene que contarle a Eric lo que pasó durante su pérdida de memoria (Muerto para el mundo). Le confiesa que tuvieron una ardiente relación de carácter sexual y también que mató a Debbie Pelt. 
En cuanto a los hombres lobo, la competición por el líder de la manada tiene lugar a lo largo de varias pruebas donde se pone a prueba la fuerza de los candidatos. Sookie descubre que Patrick Furnan, rival de Jackson Herveaux, está haciendo trampas. Se lo da a conocer al público y el juez dicta que la prueba final termine con la muerte o con uno de los contricantes seriamente herido para igualar la competición. Patrick resulta ganador y, tras ser declarado vencedor, mata cruelmente al padre de Alcide. Durante la celebración, Sookie conoce a un hombre pantera llamado Quinn, por el que siente una instantánea atracción.

## Personajes

### Personajes principales
- Sookie Stackhouse
- Eric Northman
- Bill Compton

### Personajes recurrentes
- Alcide Herveaux: licántropo. Le pide a Sookie que asista al funeral del Coronel Flood, exlíder de la manada de los hombres lobo, y a las pruebas para elegir un nuevo líder en Shreveport, en las que concursa el padre de Alcide. No le cuenta a Sookie que necesita de su habilidad para saber si Patrick Furnan, el adversario de su padre está amañando en el concurso.
- Andy Bellefleur: Humano y detective. Dispara a Sweetie Des Arts, no cae bien a todo el mundo, pero menos a los seres sobrenaturales.
- Calvin Norris: hombre-pantera y líder de la comunidad pantera. Sweetie intenta matarlo.
- Claude: hada y hermano de Claudine. Él está presente en el concurso para elegir a un nuevo líder de la manada de lobos.
- Claudine: hada madrina de Sookie. Ella salva a Sookie del incendio de su casa y está presente en el concurso.
- Cristal Norris: Mujer-pantera y la novia constante de Jason.
- La Dra. Ludwig: médica enana de los seres sobrenaturales. Ella está presente durante el concurso también.
- Jason Stackhouse: humano que es convertido en hombre-pantera. Es el hermano de Sookie. Se sospecha que pueda ser el asesino de seres sobrenaturales.
- Halleigh Robinson: humana. Aparece por primera vez en esta novela, es una maestra veinteañera de una escuela de primaria. Es presentada como una mujer bonita y atractiva, de cabello castaño corto, ojos marrones grandes y redondos.
- Patrick Furnan: licántropo y candidato a líder de la manada. Lucha contra Jackson Herveaux, gana y se convierte en el líder de la manada de Shreveport.
- Tara Thornton: humana y amiga de Sookie. Su exnovio vampiro, Franklin Mott, la traspasó al vampiro Mickey. No puede escapar de él, pero Sookie la ayuda y junto con Eric son capaces de hacer que Mickey deje Bon Temps.
- Tray Dawson: licántropo y guardaespaldas de Calvin Norris, después de haber sido atacado. Es atacado por Sweetie mientras está cuidando de Sookie.
- Selah Pumphrey: humana, agente de bienes raíces y la última conquista del vampiro Bill.
- Sam Merlotte: adaptaformas o cambiaformas y dueño del bar Merlotte. Recibe un disparo y tiene que pedir a Eric un camarero que le sustituya.
- Quinn: hombre-tigre y árbitro del concurso a líder de la manada.